# Cyclommatus metallifer
Cyclommatus metallifer es una especie de coleóptero de la familia Lucanidae. Presenta las siguientes subespecies: 
- Cyclommatus metallifer aeneomicans
- Cyclommatus metallifer finae
- Cyclommatus metallifer isogaii
- Cyclommatus metallifer metallifer
- Cyclommatus metallifer otanii
- Cyclommatus metallifer sangirensis

## Distribución geográfica
Habita en las Célebes y las Molucas septentrionales (Indonesia).